# Tokaji szamorodni
A tokaji szamorodni a Tokaj-hegyaljai borvidék egyik borfajtája. 
A szamorodni nem régi borkategória, a 19. század első feléből való. Első készítői és fogyasztói a lengyelek voltak. Neve is lengyel eredetű: samorodny, jelentése ’magán termett, magától termett’, vagyis úgy, ahogy termett, ahogyan magán a tőkén töppedt, aszúsodott meg a szem.

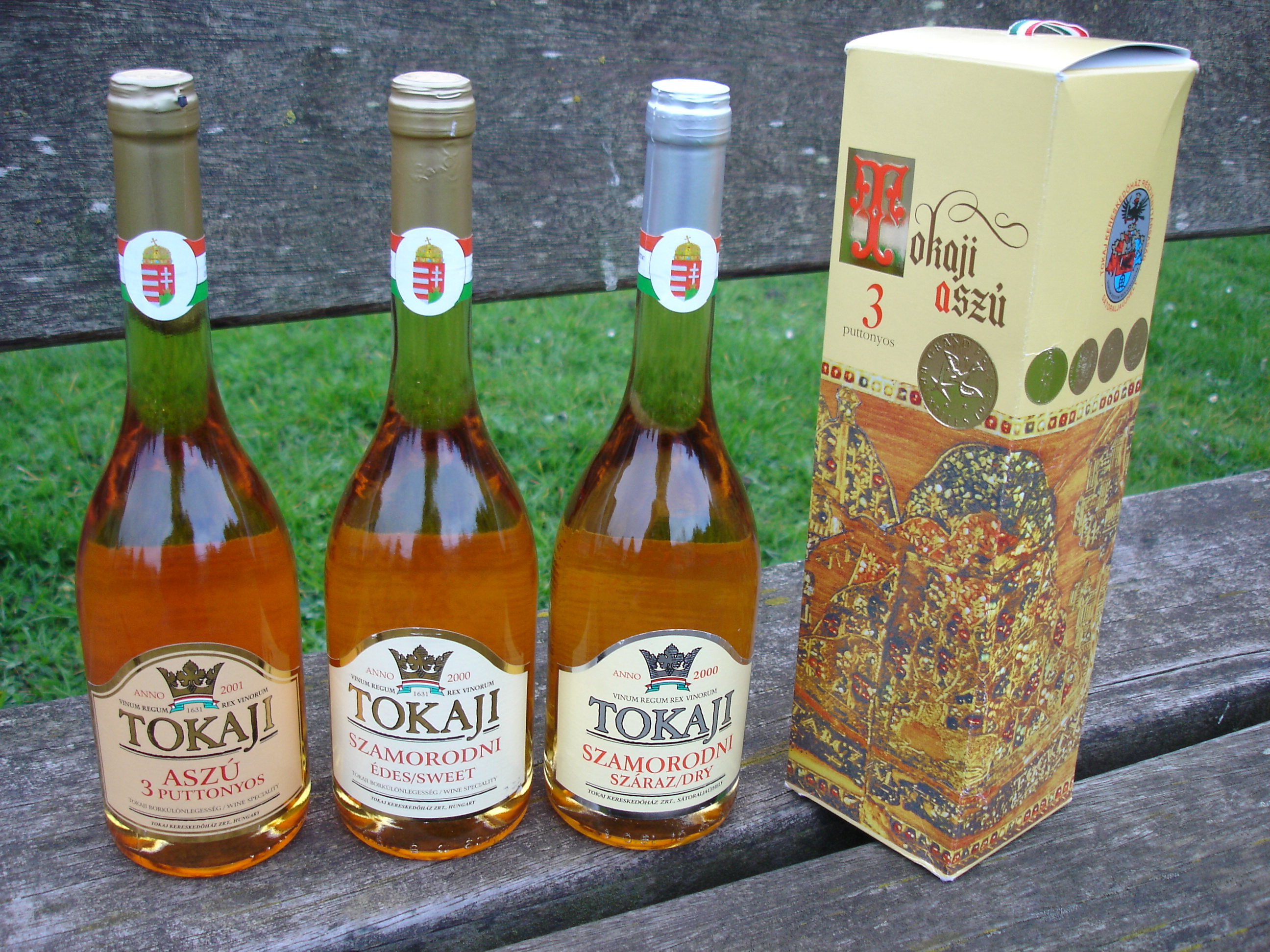
Tokaji borok

## Előállítása
A tokaji szamorodni a Tokaji borvidék területén termett, a nemesen rothadt, tőkén aszúsodott szőlőszemeket is tartalmazó, válogatás nélkül szedett szőlőfürtök feldolgozásával állítják elő. Legalább 21 tömegszázaléknyi természetes eredetű cukrot tartalmazó mustból szeszes erjedés útján nyert tokaji borkülönlegesség. A forgalomba hozatal előtt legalább két évig fahordóban érlelik. Tényleges alkoholtartalma 12%.
Cukortartalom szerint a típusai a következők:
- száraz tokaji szamorodni: 10 g/l cukortartalomig
- édes tokaji szamorodni: legalább 30 g/l cukortartalom felett

## Érzékszervi tulajdonságai
- Színe: a világossárgától az aranysárgáig terjed.
- Tisztasága: maga a bor tiszta, de a palackban az érlelésből származó, esetleges finom porszerű kiválás megengedett.
- Illata: egészséges, a tokaji borkülönlegességre jellemző szamorodni és érlelési illat.
- Íze, zamata: kellemes, harmonikus.